# Mario Vannini
Mario Vannini (1º febbraio 1899 – ...) è stato un calciatore italiano, di ruolo difensore.

## Carriera
Debutta in massima serie con la Virtus Bologna nel campionato di Prima Divisione 1922-1923, disputando 43 partite.
Nell'estate 1924 passa alla Reggiana, con cui gioca ancora in massima serie nei campionati 1924-1925 e 1925-1926, scendendo in campo per altre 27 volte. Dopo un anno tra i cadetti, sempre con la Reggiana, torna in Divisione Nazionale nella stagione 1927-1928, collezionando altre 6 presenze.
In seguito milita nell'Abruzzo Pescara nel Campionato Meridionale 1928-1929.

## Palmarès

### Club

#### Competizioni nazionali
- Prima Divisione: 1

Reggiana: 1926-1927